# Énianes
Les Énianes, grec ancien Αἰνιᾶνες, sont un peuple grec antique qui habita successivement la Perrhébie orientale, dans l'Épire méridionale ; la Thessalie, près de la Locride Épicnémidienne, et les côtes du golfe Maliaque. Ils habitaient dans l’ancienne Énianie. Ils avaient voix au conseil des Amphictyons. Leur capitale était Hypaté (Ὑπάτη) ou Hypata (Ὑπάτα), l'actuel Ypati.

### Auteurs antiques
- Plutarque, Questions romaines, 12.

### Ouvrages contemporains
Cet article comprend des extraits du Dictionnaire Bouillet. Il est possible de supprimer cette indication, si le texte reflète le savoir actuel sur ce thème, si les sources sont citées, s'il satisfait aux exigences linguistiques actuelles et s'il ne contient pas de propos qui vont à l'encontre des règles de neutralité de Wikipédia.